# Adelaide Sardi
Adelaide Sardi (Lucca, 16 luglio 1879 – Firenze, 21 ottobre 1930) è stata una religiosa e scrittrice italiana.

## Biografia
Nacque a Lucca nel 1879, figlia del conte Cesare Sardi e della contessa Clementina Martelli, fiorentina.
È stata religiosa nel Carmelo di S. Maria degli Angeli e S. Maria Maddalena de' Pazzi a Firenze col nome di suor Gesualda Maddalena Eletta dello Spirito Santo. Secondogenita, in una famiglia con vari figli, fu più tardi seguita al Carmelo da una sorella, Virginia Sardi, suor Teresina di Gesù Bambino, grande amica di La Pira, Fioretta Mazzei e molti protagonisti della vita cattolica fiorentina del ‘900.
Adolescente, Adelaide entrò in uno dei più esclusivi collegi fiorentini, detto della Quiete, presso le Suore Montalve, dove conseguì l’equivalente di una maturità liceale. Attratta dalla spiritualità di Maria Maddalena de’ Pazzi, entrò nel Carmelo di S. Maria degli Angeli e s. Maria Maddalena, a Firenze, nel giugno 1902 e vivendo, il 23 aprile del 1903, la sua vestizione con il nome di suor Gesualda Maddalena Eletta dello Spirito Santo. Fu formata e seguita anche al Carmelo dai Padri Gesuiti, che dai tempi di S. Maria Maddalena de' Pazzi, con il padre Virgilio Cepari, seguivano le carmelitane di S. Maria degli Angeli. Personalità ricca e vivace, capace di grande comunicativa e di molteplicità di interessi, Gesualda era segnata da un’intelligenza non comune. Presto fu incaricata dell’archivio di s. Maddalena, studiò con dedizione gli scritti presenti preparando attivamente il centenario del 1907 e conoscendo il card. di Malines - Bruxelles, Désiré-Joseph Mercier, del quale divenne sorella spirituale segnata da profonda stima e reciproco aiuto, tanto da diventare la traduttrice di fiducia per l'Italia delle sue opere: Retraite pastorale (Conferenze Pastorali per gli esercizi spirituali del clero, 1911); Lettre des Evêques de Belgique aux Evêques d'Allemagne et d'Autriche-Hongrie (I Vescovi del Belgio ai Vescovi di Germania e d'Austria-Ungheria, 1916); La Vie intérieure (La vita interiore 1921.1934). Nel 1906, in preparazione del terzo centenario della morte di s. Maddalena, da celebrare nel 1907, scrisse una biografia sulla mistica fiorentina (La Santa di Firenze, 1906) unita ad un piccolo testo divulgativo che fu diffuso in migliaia di copie. Fu sua, nel 1910, la prima traduzione italiana completa della Storia di un'anima di quella che era ancora Suor Teresa di Gesù Bambino e del Santo Volto, poi santa e Dottore della Chiesa, autorizzata dal Carmelo di Lisieux e seguita da Madre Agnese (Martin), sorella della Santa. Numerose furono le riedizioni (1911, 1912, 1918, 1919, 1923, 1925, 1928, 1930, 1934, 1936, 1939, 1940, 1942, 1943) che fecero conoscere la giovane Teresa Martin all'intera Italia. Sempre di Adelaide Sardi fu la prima traduzione italiana, nel 1913, dei Ricordi di suor Elisabetta della Trinità (Catez), poi santa, redatta dalla sua madre priora, madre Germana. Il testo, come in uso al tempo, uscì anonimo ed ebbe varie edizioni persino in tempo di guerra (19262,19383, 19434, 19485, 19556, 19597). Adelaide Sardi, inoltre, firmandosi come "Una Carmelitana di S. Maria Maddalena de' Pazzi" oppure "Suor Gesualda", fu direttamente autrice della biografia di santa Maria Maddalena de' Pazzi (1906). In seguito, avendo come editore la Società S. Paolo di don Giacomo Alberione, pubblicò la vita di Santa Teresa di Gesù Bambino (1927) con traduzioni in tedesco (1927) inglese (1936) francese (1939) e spagnolo (1943), giunta alla ventottesima edizione nel 2010. Ottimo successo arrise inoltre ad una sua biografia di San Giovanni della Croce (1929) e alle vite da lei realizzate di Gemma Galgani (1930) e di san Camillo de Lellis (1931), per citare solo le più note.

## Opere
- Sardi, Gesualda (Adelaide), La Santa di Firenze presentata principalmente a suoi concittadini nel terzo centenario della sua morte, Libreria L. Manuelli, Firenze 1906.
- Storia di un’anima ossia vita della Serva di Dio Suor Teresa del Bambino Gesù e del Volto Santo morta in concetto di Santa nel Carmelo di Lisieux il 30 settembre 1897 all'età di 24 anni / scritta da lei medesima; versione autorizzata dalle suore di Lisieux e fatta da una carmelitana di S. M. Maddalena dei Pazzi in Firenze, tr. G. Sardi, Tipografia Barbera, Firenze 1910.
- Mercier, Désiré, Conferenze Pastorali per gli esercizi spirituali del clero, tr. G. Sardi, Firenze 1911.
- Suor Elisabetta della Trinità, religiosa carmelitana: 1880-1906. Ricordi, Prima versione Italiana autorizzata dalle suore di Dijon e fatta da un padre Domenicano sulla terza edizione Francese, tr. G. Sardi, Libreria editrice fiorentina, Firenze 1913.
- [Mercier, Désiré et at.], I Vescovi del Belgio ai Vescovi di Germania e d'Austria-Ungheria, tr. G. Sardi, Roma 1916.
- Mercier, Désiré, La vita interiore, tr. G. Sardi, Milano 1921.
- Una Carmelitana del monastero di S. M. Maddalena de’ Pazzi in Firenze [G. Sardi], Santa Teresa del Bambino Gesù,  Pia Società S. Paolo, Alba 1927.
- Suor Gesualda dello Spirito Santo [Sardi], San Giovanni della Croce, Pia Società San Paolo, Alba-Roma 1929.
- Suor Gesualda dello Spirito Santo, La Beata Gemma Galgani. Un fiore di passione della città del Volto Sant o, Pia Società S. Paolo, Alba-Roma 1930.
- Suor Gesualda dello Spirito Santo, San Camillo de Lellis, Pia Società S. Paolo, Alba-Roma 1930.